# Eastpointe
Eastpointe é uma cidade localizada no estado americano de Michigan, no Condado de Macomb.

## Demografia
Segundo o censo americano de 2000, a sua população era de 34.077 habitantes.
Em 2006, foi estimada uma população de 32.949, um decréscimo de 1128 (-3.3%).

## Geografia
De acordo com o United States Census Bureau tem uma área de
13,2 km², dos quais 13,2 km² cobertos por terra e 0,0 km² cobertos por água.

## Localidades na vizinhança
O diagrama seguinte representa as localidades num raio de 8 km ao redor de Eastpointe.